# بطولة تونس لكرة السلة للرجال 1971–72
بطولة تونس لكرة السلة للرجال 1971–72 هو الموسم رقم 17 من بطولة تونس لكرة السلة للرجال.

فاز بهذا الموسم النجم الرياضي الرادسي.

## روابط خارجية
- الموقع الرسمي للجامعة التونسية لكرة السلة.